# Iota Cassiopeiae
Désignations
Iota Cassiopeiae (ι Cas / ι Cassiopeiae) est une étoile multiple de la constellation de Cassiopée. Sa magnitude apparente combinée est d'environ 4,5. Elle est située à environ 133 années-lumière de la Terre.
En astronomie chinoise, cette étoile fait partie de l'astérisme Gedao, représentant une route escarpée traversant un territoire montagneux.

## Description
Le système de Iota Cassiopeiae est constitué de cinq étoiles.
La composante primaire, désignée ι Cassiopeiae A, est une étoile blanche de la séquence principale de type spectral A5pSr ayant une magnitude apparente de +4,61. Elle est classée comme variable de type α2 Canum Venaticorum et la luminosité du système varie entre les magnitudes +4,45 et +4,53 sur une période de 1,74 jour. Elle est elle-même une binaire astrométrique, dont les deux étoiles sont désignées Iota Cassiopeiae Aa et Ab. Sa compagne non résolue a une masse très similaire à celle du Soleil. Elle complète une orbite selon une période d'environ 49 ans et avec une excentricité marquée de 0,64.
ι Cassiopeiae B est une naine jaune-blanche de type spectral F5V ayant une magnitude apparente de +6,87. Elle complète une orbite autour de ι Cassiopeiae A en approximativement 2 400 ans, et son demi-grand axe est autour de 6,5 secondes d'arc, mais l'orbite reste mal contrainte. Elle pourrait être à l'origine de cycles de Kozai–Lidov dans les orbites des trois étoiles intérieure du système.
La troisième composante visuelle, ι Cassiopeiae C, est elle-même une binaire serrée de magnitude apparente +8,50. Ses étoiles, désignées ι Cassiopeiae Ca et Cb, sont séparées de seulement 0,41 seconde d'arc. ι Cassiopeiae Ca est une naine jaune de type spectral G7V, tandis que son compagnon est une naine rouge de type M2V. Ce sous-système est actuellement à 7,3 secondes d'arc de ι Cassiopeiae AB. Étant donné que le demi-grand axe de l'orbite de A avec B est de seulement 6,5 secondes d'arc, celui de l'orbite de C autour d'elles est probablement bien plus élevé que les 7 secondes d'arc actuelles.

## Observation
Parmi les systèmes stellaires multiples, celui de Iota Cassiopeiae est sans doute l'un des plus beaux. Il compte cinq étoiles, dont seules trois sont accessibles aux amateurs. La principale composante (A) diffuse un bel éclat blanc. B, qui est bleue, tourne en environ 700 ans autour de A. Un peu plus loin, C, qui brille aussi d'une lumière bleue, se déplace trop lentement pour que les astronomes aient pu établir une quelconque période de révolution. La vision de ce groupe d'étoiles dans un télescope de 100 mm ou davantage est un beau spectacle. Un grossissement de 100x suffit pour les séparer. Toutefois, l'observation est plus confortable à 200x.